# Дорін Сансоні
Дорін Сансоні (нар. 11 жовтня 1911) — колишня шрі-ланкійська тенісистка.
Здобула 13 одиночних та 15 парних титулів.
Завершила кар'єру 1947 року.

## Фінали за кар'єру

### Одиночний розряд
| Легенда (13-1) |
| Перемога       |
| Поразка        |

| Результат | Ранг | Дата         | Турнір                       | Місце        | Покриття | Суперниця                                                                       | Рахунок         |
| --------- | ---- | ------------ | ---------------------------- | ------------ | -------- | ------------------------------------------------------------------------------- | --------------- |
| Перемога  | 1.   | квітень 1935 | Ceylon Championships         | Нувара-Елія  | Ґрунт    | Amy Rock                                                                        | ?               |
| Перемога  | 2.   | квітень 1936 | Ceylon Championships         | Нувара-Елія  | Ґрунт    | [[Файл:Шаблон:Прапор British Ceylon\|20x13px\|British Ceylon]] Nedra Obeysekera | 6-1 5-7 6-4     |
| Перемога  | 3.   | серпень 1936 | Malayan Championships        | Іпох         | Трава    | Gwendolin Ailin                                                                 | 3–6, 6–3, 6–1   |
| Перемога  | 4.   | квітень 1937 | Ceylon Championships         | Нувара-Елія  | Ґрунт    | Laura Woodbridge                                                                | 7–5, 7–5        |
| Перемога  | 5.   | серпень 1937 | Malayan Championships        | Куала-Лумпур | Трава    | Betty Humphrey                                                                  | 6–1, 6–1        |
| Перемога  | 6.   | квітень 1938 | Ceylon Championships         | Нувара-Елія  | Ґрунт    | Mrs Thomas                                                                      | ?               |
| Перемога  | 7.   | серпень 1938 | Malayan Championships        | Сінгапур     | Трава    | Joyce Grenier                                                                   | 6–4, 6–1        |
| Перемога  | 8.   | квітень 1939 | Ceylon Championships         | Нувара-Елія  | Ґрунт    | Laura Woodbridge                                                                | 7–5, 4–6, 6–4   |
| Перемога  | 9.   | серпень 1939 | Malayan Championships        | Іпох         | Трава    | Gwendolin Moon Ailin                                                            | 6–2, 6–3        |
| Перемога  | 10.  | квітень 1940 | Ceylon Championships         | Нувара-Елія  | Ґрунт    | Sheila Roberts                                                                  | 6–1, 6–4        |
| Поразка   | 11.  | лютий 1945   | All India Lawn Tennis Турнір | Ченнаї       | Трава    | Laura Woodbridge                                                                | 6–3, 2–6, 0–6   |
| Перемога  | 12.  | грудень 1945 | Bengal Championships         | Колката      | Трава    | M. Nolan                                                                        | 6–4, 6–2        |
| Перемога  | 13   | січень 1946  | All India Lawn Tennis Турнір | Колката      | Трава    | Sera Mody                                                                       | 6–1, 10–12, 6–0 |
| Перемога  | 14.  | квітень 1946 | Ceylon Championships         | Нувара-Елія  | Ґрунт    | [[Файл:Шаблон:Прапор British Ceylon\|20x13px\|British Ceylon]] Sheila Roberts   | 7-5, 6-3        |

## Sources
- Altendorf, D. V. "GENEALOGY OF THE FAMILY OF SANSONI OF CEYLON VOL 49" (PDF). thedutchburgherunion.org. Sri Lankan Dutch Burgher Union. 1959.